# Torcuato Cayón
Torcuato Cayón de la Vega (ur. 18 listopada 1725, zm. 11 stycznia 1783) – hiszpański architekt, prekursor neoklasycyzmu.
Autor projektu kościoła Oratorio de la Santa Cueva w Kadyksie.
Od 1753 kierował budową katedry w Kadyksie. Ponadto w Kadyksie zaangażowany był podczas budowy Puerta de Tierra, Casda de Mesiricordia oraz szpitala San Jose. Ponadto ukończył Colegiatę de San Salvador w Jerez de la Frontera, której budowę rozpoczął Diego Moreno Meléndez.